# Пинто, Лео
Лео Хиллари Ноулз Пинто (англ. Leo Hillary Knowles Pinto, 11 апреля 1914, Найроби, Британская Восточная Африка — 10 августа 2010, Мумбаи, Индия) — индийский хоккеист (хоккей на траве) португальского происхождения, вратарь. Олимпийский чемпион 1948 года.

## Биография
Лео Пинто родился 11 апреля 1914 года в городе Найроби в Британской Восточной Африке (сейчас в Кении). Его род происходит от португальских колонистов Гоа.
В 8 лет переехал с родителями в Бомбей. В 13 лет начал заниматься хоккеем на траве и быстро стал основным вратарём своей команды «Байсилла Роверз». Также выступал за команды школы святого Станислава и святого Хавьера в Бомбее. Параллельно занимался футболом и крикетом. Впоследствии играл за команды «Лузитанианс» и «Тата».
В 1936 году мог сыграть за сборную Индии по хоккею на траве на летних Олимпийских играх в Берлине, но незадолго до этого получил во время матча серьёзное сотрясение мозга.
В 1948 году вошёл в состав сборной Индии по хоккею на траве на Олимпийских играх в Лондоне и завоевал золотую медаль. Играл на позиции вратаря, провёл 2 матча, пропустил 2 мяча (по одному от сборных Аргентины и Нидерландов).
На пике карьеры считался одним из лучших вратарей мира.
Ещё до завершения игровой карьеры, которая продлилась 35 лет, занял пост менеджера в клубе «Тата». В 1954—1966 годах руководил сборной колледжей Бомбея. В 1972 году был одним из тренеров сборной Индии, которая выиграла бронзовую медаль на летних Олимпийских играх в Мюнхене.
Умер 10 августа 2010 года в индийском городе Мумбаи.